# 波多野重雄
波多野 重雄（はたの しげお、1926年（大正15年）2月11日 - 2023年（令和5年）4月14日）は、日本の税理士、政治家。東京都八王子市長（第22・23・24・25代、4期）。

## 来歴
山梨県北都留郡上野原町（現：上野原市）出身。
1950年明治大学商学部卒業。1958年税理士開業。1975年東京税理士会会長を経て、1984年自民党、公明党、新自由クラブ推薦で八王子市長選挙に立候補し初当選。1988年自民党、公明党、民社党推薦で再選。1992年自民党、公明党、民社党、社民連推薦で3選。1996年自民党推薦で4選。1999年からは東京都市長会会長も務めた。2000年に5選を目指して立候補した市長選では、多選批判を受ける形で元東京都議会議員の黒須隆一に倍以上の票差を付けられて、落選した。
その後は東京都農業会議会長、特定非営利活動法人モア・グリーン・ゴビ税理士の森基金理事長、東京税理士会顧問を歴任。
2023年4月14日、老衰のため、死去した。97歳没。

## 人物
趣味はゴルフ・読書・日本画・乗馬。